# Dypsis humilis
Dypsis humilis är en enhjärtbladig växtart som beskrevs av M.S.Trudgen, Rakotoarin. och William John Baker. Dypsis humilis ingår i släktet Dypsis och familjen Arecaceae. IUCN kategoriserar arten globalt som akut hotad.
Artens utbredningsområde är Madagaskar. Inga underarter finns listade i Catalogue of Life.